# 姚安站
姚安站是位于云南省姚安县弥兴镇小苴村的一个铁路车站，距姚安县县城45公里，有广大铁路经过该站，车站建于1999年。现办理客货运业务，车站及其上下行区间已电气化。车站距离广通站100公里，隶属昆明铁路局，是五等站。